# David Hansen
Pour les articles homonymes, voir Hansen.
David Hansen est un contre-ténor australien né en 1981 à Sydney.

## Biographie
David Hansen étudie le chant avec Andrew Dalton au Conservatoire de musique de Sydney et poursuivi ses études avec James Bowman, David Harper et Graham Pushee.
En 2004, il fait ses débuts européens au Festival d'Aix-en-Provence dans Didon et Énée de Purcell. Peu après, il fait ses débuts au Royaume-Uni avec le Scottish Chamber Orchestra sous la direction d'Emmanuelle Haïm, et en interprétant le rôle-titre du Fernando de Haendel avec Il Complesso Barocco.
Les rôles s'enchaînent ensuite, sous la direction de René Jacobs, Alan Curtis, Andreas Spering et Christina Pluhar.

## Interprétation
Jonas Pulver, dans Le Temps, évoque une « voix ample et projetée, un brin nasale, fuselage d’argent mais [une] personnalité un peu lisse ».

## Discographie
- Rivals – Arias for Farinelli & Co, avec Academia Montis Regalis, Alessandro De Marchi (Sony Music Switzerland /deutsche harmonia mundi), 2013.
- Antonio Vivaldi : Griselda, avec Caitlin Hulcup, Christopher Saunders, Miriam Allen, Tobias Cole, Russell Harcourt, Orchestra of the Antipodes, Erin Helyard, Mark Gaal, Pinchgut Opera, Sydney 2011
- Purcell – Music for Queen Mary, Academy of Ancient Music, Choir of King’s College, Cambridge, Stephen Cleobury, EMI Classics 2006